# À tombeau ouvert
Pour le film de 1956, voir À tombeau ouvert (film, 1956).
Pour plus de détails, voir Fiche technique et Distribution.
À tombeau ouvert ou Ressusciter les morts au Québec (Bringing Out the Dead) est un film dramatique américain réalisé par Martin Scorsese et sorti en 1999. Il s'agit d'une adaptation cinématographique du roman du même nom de Joe Connelly.
Le film raconte 48 heures de la vie d'un ambulancier incarné par Nicolas Cage. Frank Pierce est ambulancier à Manhattan. Dépressif, il est en plein burn-out. Malgré ses efforts pour garder les gens en vie, il voit les fantômes de ceux qu'il n'a pas réussi à sauver. Il a tout essayé pour se faire renvoyer, mais ne parvient pas à quitter le travail de lui-même. Une nuit, Frank et son partenaire Larry répondent à un appel d'urgence : un certain M. Burke est en arrêt cardiaque. Frank va alors se lier d'amitié avec la fille désemparée de la victime, Mary. Cette dernière est une ancienne junkie.

## Synopsis
Frank Pierce est ambulancier de nuit à Manhattan. À cause de la rudesse de son métier, il est en plein burn-out et croit voir les fantômes de ceux qu'il n'a pas pu sauver. Frank n'arrive cependant pas à démissionner ou se faire renvoyer et arpente les rues de New-York avec ses collègues (tous excentriques) dans l'espoir de sauver quelqu'un pour calmer ses angoisses.
Une nuit, Frank et son partenaire Larry sont appelés par la famille Burke dont le père a fait un arrêt cardiaque. Frank fait la connaissance de sa fille, Mary, une ancienne droguée et amie avec Noel, un autre drogué et délinquant fréquemment admis à l'hôpital. Frank et Larry se rendent ensuite sur le lieu d'une fusillade où Frank trouve des flacons de "Mort Rouge", de l'héroïne. Malgré leur rapidité, la victime décède dans leur ambulance en se repentant d'avoir vendu de la drogue. 
La nuit suivante, Frank est accompagné de Marcus, un urgentiste croyant de nature et sont appelés dans une boîte de nuit pour un autre arrêt cardiaque. Frank diagnostique que l'homme a fait une overdose de "Mort Rouge". Pendant que Marcus entame une prière grâce à l'équipement du club, Frank injecte à la victime du naloxone qui se réveille au moment du climax. Sur le chemin du retour, Frank s'arrête à l'appartement de Mary pour lui annoncer que l'état de son père s'est amélioré. Les deux urgentistes sont ensuite appelés pour aider un jeune couple dont la femme est sur le point de donner naissance à deux jumeaux. L'hôpital n'arrive pas à sauver l'un des deux petits garçons et Frank, désespéré, boit avant de rejoindre Marcus qui provoque un tonneau avec leur ambulance.
Au matin, Frank suit Mary qui lui explique rendre visite à une amie. Avant d'entrer dans l'appartement, elle lui demande de l'attendre et de la faire sortir au bout d'un certains temps. Le temps écoulé, Frank frappe à la porte et découvre qu'il s'agit d'un point de deal tenu par Cy Coates. Mary, dans un état semi-comateux, lui explique qu'elle a replongé pour éviter de faire face à l'état de son père. Frank tente de la faire partir mais Cy lui offre des pilules, que l'urgentiste, au bout du rouleau, prend. En plein trip, Frank réussit à emmener Mary et s'endort dans l'appartement de la jeune femme. À l'hôpital, Frank se rend jusqu'au lit de Burke, toujours dans un état catatonique, et commence à entendre sa "voix" qui lui demande de le tuer alors qu'il fait un arrêt cardiaque. L'ambulancier hésite mais le maintient en vie à la place.
Dans l'incapacité de virer Frank pour le crash de l'ambulance et faute de personnel, son supérieur le met avec Tom Wolls, un urgentiste aux tendances violentes. Appelés sur le point de deal de Cy pour une fusillade, Frank trouve le dealer empalé sur une tige d'acier qui pensait s'échapper en sautant du balcon. Cy survit et devient le premier patient que Frank sauve depuis longtemps.
À la suite de cela, Tom demande à Frank de l'aider à choper Noel qui casse des rétroviseurs de voiture. Victime à nouveaux de ses fantômes, Frank émerge au moment où Tom est en train de frapper Noel avec une batte de baseball. Frank sauve le drogué qui s'enfuit et rend visite à nouveau à Mr Burke. La "voix" de Burke lui demande à nouveau de le tuer et Frank retire l'équipement du malade lui causant un arrêt cardiaque. Frank se rend ensuite chez Mary où il lui annonce le décès de son père, ce qu'elle accepte. Mary l'invite à entrer et Frank s'endort dans ses bras.

## Fiche technique
- Titre français : À tombeau ouvert
- Titre québécois : Ressusciter les morts[1]
- Titre original : Bringing Out the Dead
- Réalisation : Martin Scorsese
- Scénario : Paul Schrader, d'après le roman de Joe Connelly (en)
- Musique : Elmer Bernstein
- Photographie : Robert Richardson
- Montage : Thelma Schoonmaker
- Décors : Dante Ferretti
- Costumes : Rita Ryack (en)
- Production : Barbara De Fina, Scott Rudin, Joseph P. Reidy, Eric Steel, Bruce S. Pustin et Adam Schroeder
- Sociétés de production : De Fina-Cappa, Paramount Pictures et Touchstone Pictures
- Sociétés de distribution : Paramount Pictures (États-Unis), Touchstone Pictures (international)
- Budget : 32 millions de dollars[2]
- Pays de production :  États-Unis
- Langue originale : anglais
- Format : Couleurs - 1,85:1 - DTS / Dolby Digital / SDDS - 35 mm
- Genre : drame, thriller
- Durée : 121 minutes
- Dates de sortie : 
  - États-Unis : 22 octobre 1999
  - France : 12 avril 2000
- Film interdit aux moins de 12 ans lors de sa sortie en France
- Version française dirigée par Jean-Marc Pannetier

## Distribution
- Nicolas Cage (V. F. : Dominique Collignon-Maurin ; V. Q. : Benoit Rousseau) : Frank Pierce
- Patricia Arquette (V. F. : Véronique Volta ; V. Q. : Natalie Hamel-Roy) : Mary Burke
- John Goodman (V. F. : Claude Brosset ; V. Q. : Yves Corbeil) : Larry Verber
- Ving Rhames (V. F. : Saïd Amadis ; V. Q. : Manuel Tadros) : Marcus
- Tom Sizemore (V. F. : Patrick Raynal ; V. Q. : Luis de Cespedes) : Tom Wolls
- Marc Anthony (V. F. : Zinedine Soualem) : Noel
- Cliff Curtis (V. F. : Bernard Gabay ; V. Q. : Daniel Picard) : Cy Coates
- Nestor Serrano (V. F. : Richard Darbois) : Docteur Hazmat
- Mary Beth Hurt (V. F. : Marie Vincent) : l'infirmière Constance
- Aida Turturro (V. F. : Denise Metmer) : l'infirmière Crupp
- Sonja Sohn : Kanita
- Cynthia Roman (V. F. : Annie Milon) : Rose
- Afemo Omilami (V. F. : Bruno Dubernat) : Griss
- Arthur J. Nascarella (V. F. : José Luccioni) : le capitaine Barney
- Julyana Soelistyo (V. F. : Claire Guyot) : Sœur Fetus
- Cullen O. Johnson : Monsieur Burke
- Phyllis Somerville : Madame Burke
- Michael K. Williams : (V. F. : Jean-Paul Pitolin) : un dealer
- Judy Reyes : une infirmière
- Martin Scorsese : la voix du dispatcher (caméo)

Sources et légendes : Version française (V. F.) sur VoxofilmVersion québécoise (V. Q.) sur Doublage Québec

## Production

### Genèse et développement
Quand le producteur Scott Rudin acquiert les droits du livre de Joe Connelly, il pense à Martin Scorsese pour le poste de réalisateur. Ancien ambulancier, l'auteur officie comme consultant sur le film.

### Attribution des rôles
Au moment du film, Nicolas Cage et Patricia Arquette étaient mariés.
Joe Connelly, l'auteur du roman original, fait un petit caméo dans le rôle d'un patient catatonique.

### Tournage
Le tournage s'est déroulé du 15 septembre 1998 au 7 janvier 1999 à New York (8e et 11e avenues, 41e et 54e rues, Greenwich Village, Hell's Kitchen, Midtown et Norfolk Street).

### Bande originale
- T.B. Sheets, interprété par Van Morrison
- September of My Years, interprété par Frank Sinatra
- You Can't Put Your Arms Around A Memory, interprété par Johnny Thunders
- Bell Boy, interprété par The Who
- Llegaste a Mi, interprété par Marc Anthony
- What's the Frequency, Kenneth?, interprété par R.E.M.
- Too Many Fish in the Sea, interprété par The Marvelettes
- Don't You Worry 'bout a Thing, composé par Stevie Wonder
- So What, interprété par Jane's Addiction
- Nowhere to Run, interprété par Martha Reeves et The Vandellas
- These Are Days, interprété par 10,000 Maniacs
- I and I Survive (Slavery Days), interprété par Burning Spear
- Rivers of Babylon, interprété par The Melodians
- Le Sacre du Printemps, interprété par l'Orchestre philharmonique de New York
- Rang Tang Ding Dong (I Am A Japanese Sandman), interprété par The Cellos
- Combination of the Two, interprété par Big Brothers & The Holding Company
- Hasta Ayer, interprété par Marc Anthony
- Janie Jones, interprété par The Clash
- Red Red Wine, interprété par UB40
- I'm So Bored With the USA, interprété par The Clash

## Accueil

### Accueil critique
Sur l'agrégateur américain Rotten Tomatoes, le film récolte 71 % d'opinions favorables pour 108 critiques. Sur Metacritic, il obtient une note moyenne de 70⁄100 pour 34 critiques.
En France, le site Allociné propose une note moyenne de 4,3⁄5 à partir de l'interprétation de critiques provenant de 20 titres de presse.

### Box-office
Le film est un échec commercial. Produit pour environ 32 millions de dollars, il ne récolte que 16 millions au box-office nord-américain.
| Pays ou région     | Box-office      | Date d'arrêt du box-office | Nombre de semaines |
| ------------------ | --------------- | -------------------------- | ------------------ |
| États-Unis, Canada | 16 797 191 $    | 9 décembre 1999            | 7                  |
| France             | 638 483 entrées | 5 juillet 2000             | 12                 |
| Total mondial      | n/a             |                            |                    |

## Distinctions
Source 
Golden Trailer Awards 1999
Nomination au Golden Trailer Award du meilleure montage de bande-annonce
Nomination au Golden Trailer Award de la meilleure voix-off de bande-annonce
Nomination au Golden Trailer Award du meilleur show de bande-annonce
Florida Film Critics Circle Awards 2000
Meilleure photographie pour Robert Richardson
Rubans d'argent 2000
Ruban d'argent des meilleurs décors pour Dante Ferretti, remis par le Syndicat national italien des critiques de cinéma
Satellite Awards 2000
Nomination au Satellite Award du meilleur second rôle masculin dans un film musical ou une comédie pour Ving Rhames